# Law & Order: LA
Law & Order: LA (originariamente nota come Law & Order: Los Angeles) è una serie televisiva statunitense prodotta dal 2010 al 2011.
Questo police procedural è il quinto spin-off di Law & Order - I due volti della giustizia. È ideato da Dick Wolf e prodotto, oltre che dallo stesso ideatore, da Blake Masters e Peter Jankowski per la Universal Media Studios.
La serie è stata trasmessa in prima visione negli Stati Uniti da NBC dal 29 settembre 2010. In Italia è stata trasmessa in prima visione sul canale pay Premium Crime dal 1º luglio 2011, mentre in chiaro è stata trasmessa in parte da Rete 4 e in parte da TOP Crime tra il 2012 e il 2013.

## Trama
Law & Order: LA racconta le storie tipiche del franchise Law & Order, ambientate nella città di Los Angeles. La serie infatti segue le indagini del Los Angeles Police Department, raccontando sia l'attività investigativa della squadra di detective del dipartimento, sia l'aspetto giudiziario con l'iniziativa processuale del procuratore distrettuale. In particolare vengono trattati crimini di "alto profilo", con protagonisti persone ricche, famose e senza scrupoli, abituate a farla franca grazie a buoni avvocati.

## Episodi
| Stagione       | Episodi | Prima TV USA | Prima TV Italia |
| -------------- | ------- | ------------ | --------------- |
| Prima stagione | 22      | 2010-2011    | 2011-2012       |

## Personaggi e interpreti

### Personaggi principali
- Detective Rex Winters (stagione 1), interpretato da Skeet Ulrich, doppiato da Alessio Cigliano.
- Detective Tomas "TJ" Jaruszalski (stagione 1), interpretato da Corey Stoll, doppiato da Roberto Certomà.
- Tenente Arleen Gonzales (stagione 1), interpretata da Rachel Ticotin, doppiata da Monica Gravina.
- Vice procuratore Evelyn Price (stagione 1), interpretata da Regina Hall, doppiata da Paola Majano.
- Vice procuratore Lauren Stanton (stagione 1), interpretata da Megan Boone, doppiata da Letizia Scifoni.
- Vice procuratore Ricardo Morales (stagione 1), interpretato da Alfred Molina, doppiato da Roberto Pedicini.
- Vice procuratore Jonah "Joe" Dekker (stagione 1), interpretato da Terrence Howard, doppiato da Andrea Lavagnino.
- Vice procuratore Connie Rubirosa (stagione 1), interpretata da Alana de la Garza, doppiata da Claudia Catani.

### Personaggi secondari
- Procuratore Jerry Hardin (stagione 1), interpretato da Peter Coyote, doppiato da Dario Penne.

## Produzione

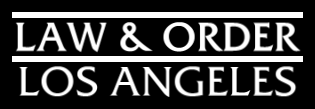
Logo originario della serie TV

Il 10 gennaio 2010 la responsabile della programmazione della NBC Angela Bromstad annunciò di aver commissionato la realizzazione di un episodio pilota per una nuova serie ideata da Dick Wolf, intitolata inizialmente Law & Order: Los Angeles. Il 14 maggio 2010 la NBC approvò definitivamente la realizzazione di una prima stagione, composta da 13 episodi. René Balcer fu designato come showrunner, mentre Blake Masters e Peter Jankowski si unirono a Dick Wolf come produttori esecutivi. La fase di casting si svolse tra luglio e inizio agosto 2010. Skeet Ulrich, già protagonista di Jericho, fu il primo attore a entrare a far parte del cast, per interpretare il ruolo del detective Rex Winters. Successivamente si unirono al cast anche Alfred Molina, interprete di Ricardo Morales, Corey Stoll, per il ruolo di Tomas "TJ" Jaruszalski, Terrence Howard per il ruolo di Jonah "Joe" Dekker, e le attrici Regina Hall e Wanda De Jesus, rispettivamente per i ruoli di Evelyn Price e Arleen Gonzales. Megan Boone fu tra gli ultimi attori a unirsi al cast, il 6 agosto, per il ruolo di Lauren Gardner.
Le riprese sono iniziate nel mese di agosto 2010 nei Los Angeles Center Studios di Los Angeles, in California.
Nel mese di gennaio 2011 gli attori Skeet Ulrich, Regina Hall e Megan Boone hanno abbandonato il cast, rendendo necessario un ripensamento della produzione e una conseguente sospensione della programmazione televisiva. Il personaggio interpretato da Ulrich, detective Rex Winters, è stato sostituito da Alfred Molina, che già aveva interpretato il ruolo del vice procuratore Ricardo Morales, ora promosso a detective anziano. La programmazione è ripresa l'11 aprile 2011.
Il 13 maggio 2011 la NBC ha ufficialmente cancellato Law & Order: LA per via dei bassi ascolti. La serie è comunque andata in onda fino alla conclusione dell'unica stagione.

## Crossover
Il personaggio del detective Rex Winters, interpretato da Skeet Ulrich, è stato introdotto con un crossover nel terzo episodio della dodicesima stagione di Law & Order - Unità vittime speciali, andato in onda negli Stati Uniti subito prima della prima di stagione di Law & Order: LA. In tale episodio, il personaggio di Law & Order - Unità vittime speciali Olivia Benson (interpretata da Mariska Hargitay) si reca da New York a Los Angeles nel corso di un'indagine riguardante un caso di stupro. Il personaggio di Connie Rubirosa, interpretato da Alana de la Garza, arriva invece dal cast della serie madre Law & Order - I due volti della giustizia.